# Казанцевское
Казанцевское — деревня в Петуховском районе Курганской области. Входит в состав Петуховского сельсовета.

## История
До 1917 года входила в состав Петуховской волости Ишимского уезда Тобольской губернии. По данным на 1926 год состояла из 161 хозяйства. В административном отношении входило в состав Горбунешинского сельсовета Петуховского района Ишимского округа Уральской области.

## Население
| 1989 | 2002 | 2010 |
| ---- | ---- | ---- |
| 93   | ↗119 | ↘96  |

По данным переписи 1926 года в деревне проживало 858 человек (399 мужчин и 459 женщин), в том числе: русские составляли 98 % населения.